# Vilalta
Vilalta es una localidad española del municipio leridano de Vilanova de la Aguda, en la comunidad autónoma de Cataluña.

## Historia
A mediados del siglo XIX, el lugar, ya por entonces perteneciente al municipio de Vilanova de la Aguda, tenía contabilizada una población de 48 habitantes. La localidad aparece descrita en el decimosexto volumen del Diccionario geográfico-estadístico-histórico de España y sus posesiones de Ultramar de Pascual Madoz de la siguiente manera: 

VILALTA: ald. en la prov. de Lérida (12 leg.), part. jud. de Solsona (9), dióc. de Seo de Urgel (18), aud. terr. y c. g. de Barcelona (27), ayunt. de Vilanova de la Aguda. sit. en terreno desigual; su clima es frio pero sano. Tiene 12 casas, y una igl. parr. (San Salvador) anejo de Ribelles; el edificio fue construido á espensas del barón de este último nombre, con un gusto y magnificencia especiales, pues mas bien parece la capilla de un príncipe que la igl. de una miserable ald. Confina N. la matriz; E. Salvanera; S. Guardiola, y O. Cavanabona. El terreno es quebrado, pero con pequeñas llanuras y todo de secano. Los caminos son locales: la correspondencia se recibe de Pons. prod.: trigo, centeno, cebada, vino, aceite y algunas bellotas. pobl.: 11 vec. 48 alm. contr.: con el ayunt.
(Madoz, 1850, p. 67)

En 2022, tenía empadronados 10 habitantes.

## Patrimonio
En el lugar hay una iglesia bajo la advocación de San Salvador.